# Benzin (Band)
Benzin war eine deutsche Rockband aus dem Ulmer Raum.

## Bandgeschichte
Die Band wurde 1996 in Asch gegründet. Der Name entstand, nachdem der Band von Mars Inc. USA per Klageandrohung untersagt wurde, den Namen Uncle Benz zu behalten. Nachdem der alte Name abgelegt werden musste, nahmen die Bandmitglieder unter dem Namen Sternsurfer die offizielle VfB-Fan-Hymne Stuttgart ist eins auf und wurden in den Bandpool der Popakademie Baden-Württemberg aufgenommen. Kurz darauf wechselte die Band auf den neuen Namen Benzin.
Mit Soundtrack für dein Wochenende erschien am 10. Februar 2006 das Debütalbum der Band. Am 9. Mai 2008 folgte Auf los geht's los, mit den Singleauskopplungen So weit weg und Cottbus im Regen.
Am 19. Februar 2010 erschien das Album Streichholzschachtelmasterplan.
Im Herbst 2010 erschien auf Hamburg Records eine 3 Track EP und im Januar 2012 das Album Chor der Kaputten, das erste, das einer breiteren Hörerschaft zugänglich wurde und es bis auf Platz 9 der Deutschen Alternative Charts schaffte. Die erste Single daraus (Schutt und Asche) sorgte für große Anerkennung und bekam respektablen Airplay in mehreren großen Radio- und TV-Stationen. Am 21. September 2012 veröffentlichten sie ihre zweite Singleauskopplung Chor der Kaputten.
Im April 2015 gab die Formation auf ihrer Webseite die Auflösung bekannt. Unter dem Motto Ruhe nach dem Sturm gab die Band in Hamburg, Düsseldorf und Ulm Abschiedskonzerte. 
2017 gründeten Marc Huttenlocher und Sebastian Schwaigert die Indierockband Go Go Gazelle. Sebastian und Marc treten zudem als Autoren und Herausgeber der Potzblitz-Reihe, einem popkulturellen Kurzgeschichtenband, in Erscheinung. 
Seit 2022 ist Simon Schwaigert Sänger der Actionrockband Gong Operator.

## Diskografie
- 2003: Tijuana-Ep in Eigenregie
- 2006: Soundtrack für Dein Wochenende (R.ed/Eigenproduktion, 10. Februar 2006)
- 2008: Auf los geht’s los (Global Rec/rough trade, 9. Mai 2008)
- 2010: Streichholzschachtelmasterplan (mossBEACH/rough trade, 19. Februar 2010)
- 2012: Chor der Kaputten (Hamburg Records, 27. Januar 2012)